# اسنایدر (میزوری)
اسنایدر (به انگلیسی: Snyder) یک منطقهٔ مسکونی در ایالات متحده آمریکا است که در میزوری واقع شده‌است. اسنایدر ۱۹۸٫۱۲ متر بالاتر از سطح دریا واقع شده‌است.